# Karl Heinrich Krüger
Karl Heinrich Krüger (* 4. November 1937 in Detmold; † 12. August 2023) war ein deutscher Historiker.

## Leben
Karl Heinrich Krüger wurde als Sohn des Gymnasiallehrers Karl Krüger geboren. Er studierte Geschichte an der Philipps-Universität Marburg und wurde im Jahre 1968 mit einer Dissertation über die Königsgrabkirchen der Franken, Angelsachsen und Langobarden bis zur Mitte des 8. Jahrhunderts an der Universität Münster promoviert. Bis 2003 war er als Historiker an der Universität Münster tätig, zuletzt als außerplanmäßiger Professor. Sein Hauptarbeitsgebiet war die Geschichte des Frühmittelalters, insbesondere die Klostergeschichte Corveys. Er verfasste zahlreiche biographische Artikel für das Lexikon des Mittelalters.
Sein Vater war der Detmolder Fachleiter Karl Krüger, der auch Schulbuchautor war und über Jahrzehnte dem Bundesvorstand im Verband der Geschichtslehrer Deutschlands angehörte.
Er war wie schon sein Vater seit seinem Studium Mitglied der Marburger Burschenschaft Rheinfranken.

## Schriften
- Königsgrabkirchen der Franken, Angelsachsen und Langobarden bis zur Mitte des 8. Jahrhunderts. W. Fink, München 1971 (zugl. Diss., Universität Münster 1968).
- Königskonversionen im 8. Jahrhundert. In: Frühmittelalterliche Studien. Jg. 7 (1973), S. 169–222.
- Die Universalchroniken (= Typologie des sources du moyen âge occidental. Bd. 16). Éditions Brepols, Turnhout 1976.
  - als Ergänzung: Die Universalchroniken. Mise à jour. Éditions Brepols, Turnhout 1985.
- Das Institut d’études médiévales in Löwen und seine „Typologie des sources du moyen âge occidental“. Ein Bericht. In: Frühmittelalterliche Studien. Jg. 10 (1976), S. 437–445.
- Die Corveyer Patrone und ihre Altäre nach den Schriftzeugnissen. In: Westfalen. Hefte für Geschichte, Kunst und Volkskunde. ISSN 0043-4337, Jg. 55 (1977), S. 309–345.
- Zur „beneventanischen“ Konzeption der Langobardengeschichte des Paulus Diaconus. In: Frühmittelalterliche Studien. Jg. 15 (1981), S. 18–35.
- Die Externsteine. Landesbildstelle Westfalen, Münster 1989.
- Das Kloster Corvey. Landesbildstelle Westfalen, Münster 1996.
- Studien zur Corveyer Gründungsüberlieferung. Aschendorff, Münster 2001.
- Die älteren Sachsen als Franken. Zum Besuch des Kaisers Arnulf 889 im Kloster Corvey. In: Westfälische Zeitschrift. Jg. 151/152 (2001/2002), S. 225–244.
- Hochgestellte Persönlichkeiten in der Corveyer Memoria. In: Joachim Poeschke (Hrsg.): Sinopien und Stuck im Westwerk der karolingischen Klosterkirche von Corvey.  Rhema, Münster 2002, S. 101–107.
- Herrschaftsnachfolge als Vater-Sohn-Konflikt. In: Frühmittelalterliche Studien. Jg. 36 (2002), S. 225–240.
- Universität Rostock. Der vergebliche Kampf um die Wende von 1933. In: Friedhelm Golücke, Peter Krause, Wolfgang Gottwald (†), Klaus Gerstein, Harald Lönnecker (Hrsg.): GDS-Archiv für Hochschul- und Studentengeschichte, Bd. 7, SH-Verlag, Köln 2004, ISBN 3-89498-151-2, S. 54–70.
- Konrad I. im sächsisch-fränkischen Grenzraum. In: Hans-Werner Goetz, Simon Elling (Hrsg.): Konrad I. – Auf dem Weg zum „Deutschen Reich“? Winkler, Bochum 2006, S. 199–214.
- Poeta Saxo: Die Entdeckung der ostfränkischen Königspfalzen. In: Caspar Ehlers, Jörg Jarnut, Matthias Wemhoff (Hrsg.): Zentren herrschaftlicher Repräsentation im Hochmittelalter: Geschichte, Architektur und Zeremoniell (= Deutsche Königspfalzen. Beiträge zu ihrer historischen und archäologischen Erforschung, Bd. 7). Vandenhoeck & Ruprecht, Göttingen 2007, ISBN 3-525-36521-7, S. 87–99.
- Veit. In: Eva Doležalová (Hg.): Die Landespatrone der böhmischen Länder. Geschichte, Verehrung, Gegenwart. Schöningh, Paderborn 2009, S. 231–242.
- Nachdenken über Geschichte: Die vier Reiche. In: Klaus Malettke, Klaus Oldenhage (Hrsg.): Fritz Hellwig. Saarländer, Deutscher, Europäer. Eine Festschrift zum 100. Geburtstag. Winter, Heidelberg 2012, S. 253–275.